# Falcon 9 Full Thrust
Il Falcon 9 Full Thrust—conosciuto anche come Falcon 9 v1.2 — è la terza versione del lanciatore Falcon 9 prodotta da SpaceX. Progettato tra il 2014 e il 2015, ha cominciato le operazioni nel dicembre 2015 e ha nell'agenda dei lanci più di cinquanta contratti assegnati in un periodo di cinque anni.
Il 22 dicembre 2015 questo fu il primo lanciatore che riuscì con successo a far atterrare il proprio primo stadio verticalmente presso il sito di lancio dopo la missione operativa, a seguito di un intenso programma di sviluppo partito nel 2011 e le tecnologie sviluppate dalle versioni precedenti: v1.0 e v1.1.
Il Falcon 9 Full Thrust rappresenta un sostanziale miglioramento rispetto al Falcon 9 v1.1, il quale ha volato la sua ultima missione il 18 gennaio 2016. Con entrambi gli stadi migliorati, serbatoi del secondo stadio più grandi e propellente caricato con una temperatura più bassa per aumentarne la densità il vettore può portare un carico utile maggiore in orbita e riuscire a completare con successo un recupero del primo stadio di precisione assistito solo dai motori del primo stadio.

## Sviluppo e produzione
Nel 2015 la SpaceX annunciò che avrebbe apportato della modifiche al Falcon 9 v1.1 allora in uso. Il nuovo razzo era conosciuto tra i dipendenti come Falcon 9 v1.1 Full Thrust, ma era anche conosciuto con altri nomi quali Falcon 9 v1.2, Full-Performance Falcon 9, Upgraded (aggiornato) Falcon 9 e Falcon 9 Upgrade (aggiornamento del Falcon 9). Dal suo primo volo nel dicembre 2015 SpaceX ha cominciato a riferirsi a lui come full thrust upgrade Falcon 9 (traducibile come aggiornamento per la piena potenza del Falcon 9). Questa missione ha completato il suo primo volo il 22 dicembre 2015.
Il COO SpaceX, Gwynne Shotwell ha spiegato nel marzo 2015 che il nuovo design avrebbe migliorato la produzione aumentato le performance:
(Gwynne Shotwell su Aviation week)
Secondo un comunicato di SpaceX del maggio 2015, il Falcon 9 Full Thrust non dovrà richiedere una nuova certificazione per lanciare per conto del governo degli Stati Uniti.
SES S.A., una azienda produttrice di satellite, annunciò l'intenzione di lanciare la missione SES-9 con il primo Falcon 9 Full Thrust nel febbraio 2015. SpaceX decise di lanciare la missione col secondo Full Thrust costruito e usare il primo per la missione Orbcomm 2, in quanto SES-9 avrebbe richiesto un profilo di volo più complicato, con una riaccensione del secondo stadio, mentre la missione Orbcomm 2 avrebbe permesso di concludere più test sul secondo stadio dopo la fine della missione principale.
Il primo stadio migliorato cominciò i test di certificazione al sito di McGregor nel settembre 2015. Il primo di due static fire è stato completato il 21 settembre 2015 e ha comportato il nuovo propellente criogenico e una versione migliorata dei Merlin 1D. Il razzo è riuscito a raggiungere la piena potenza e il primo lancio fu programmato non prima del 17 novembre 2015.
Il Falcon 9 Full Thrust ha completato la sua prima missione il 22 dicembre 2015, trasportando 11 satelliti Orbcomm in orbita terrestre bassa e il primo stadio riuscì ad atterrare sulla Landing Zone 1 a Cape Canaveral.
La US Air Force ha certificato la versione migliorata per missioni militari nel gennaio 2016, basandosi sul lancio riuscito e la capacità dimostrata di progettare, produrre, qualificare e consegnare un nuovo sistema di lancio e assicurare il supporto alle missioni per lanciare satelliti importanti per la sicurezza nazionale in orbita.

## Lanci
A settembre 2016 il Falcon 9 Full Thrust ha compiuto otto missioni, tutte completate con successo, e sono stati recuperati sei primi stadi dopo la missione principale: due sulla Landing Zone 1 e quattro sull'ASDS.
Il 1º settembre 2016 il Falcon 9 che avrebbe dovuto portare in orbita il satellite per le telecomunicazioni Amos-6 è esploso durante un test a terra, distruggendo il carico (già integrato col lanciatore) e danneggiando pesantemente la rampa di lancio. Il test avrebbe comportato un'accensione dei motori per certificare il lanciatore al lancio che sarebbe dovuto avvenire il 3 settembre.

## Versioni

### Block 4
Nel 2017 la SpaceX ha progressivamente cominciato ad apportare una serie di modifiche al Falcon 9 Full Thrust, denominandole "Block 4". All'inizio le modifiche hanno riguardato solo il secondo stadio, il quale ha volato accoppiato con un primo stadio tradizionale, durante le missioni NROL-76, Inmarsat-5 F4 e Intelsat 35e, tra maggio e luglio del 2017. La Block 4 è stata descritta come una versione di transizione tra il Falcon 9 Full Thrust "Block 3" e il futuro Falcon 9 Block 5. Il volo inaugurale del Block 4, ovvero con primo e secondo stadio migliorati, si è svolto con la missione CRS-12, il 14 agosto 2017.

## Confronto tra le versioni
| Versione                       | Falcon 9 Full Thrust                                                      | Falcon 9 Block 5                                  |
| ------------------------------ | ------------------------------------------------------------------------- | ------------------------------------------------- |
| Stadio 1                       | 9 Merlin 1D+                                                              | 9 Merlin 1D+ (Migliorati)                         |
| Stadio 2                       | 1 Merlin 1D Vacum+                                                        | 1 Merlin 1D+                                      |
| Altezza massima (m)            | 70                                                                        | 70                                                |
| Diametro                       | 3,66                                                                      | 3,66                                              |
| Spinta al decollo (kN)         | 7607                                                                      | 7607                                              |
| Massa al decollo (Mg)          | 549                                                                       | 549                                               |
| Diametro dei fairing (m)       | 5,2                                                                       | 5,2                                               |
| Carico utile verso la LEO (Mg) | 22,700 (senza recupero del primo stadio)                                  | ≥ 22,800 (senza recupero) ≥ 16,800 (con recupero) |
| Carico utile verso la GTO (Mg) | 8,3 (senza recupero del primo stadio) 5,3 (con recupero del primo stadio) | ≥ 8,300 (senza recupero) ≥ 5,800 (con recupero)   |
| Rateo successi                 | 35/36 (1 distrutto durante un test prima del decollo)                     | 44/44                                             |

## Caratteristiche

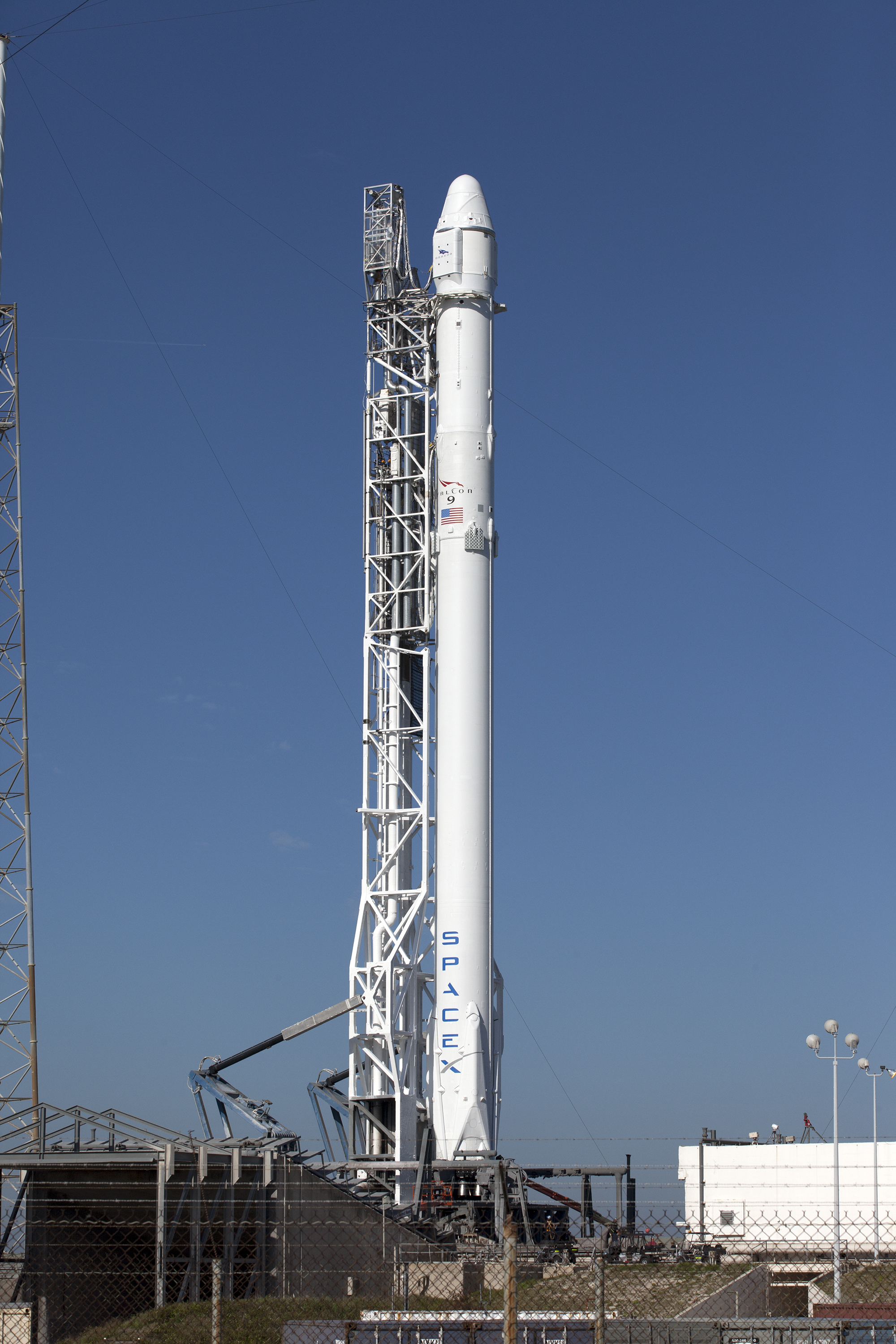
Falcon 9 Full Thrust sulla rampa con la capsula Dragon della missione SpaceX CRS-8.

L'obiettivo principale di questa versione è quello di favorire la riusabilità del primo stadio per il maggior numero di missioni possibile e aumentare gli ambiti di utilizzo, come mandare pesanti satelliti per le telecomunicazioni verso l'orbita geosincrona.
Come per le precedenti versioni del Falcon 9, e come il Saturn V del Programma Apollo, la presenza di molti motori nel primo stadio permette di completare la missione anche nel caso che un motore cessi di funzionare durante il volo.
Il CEO di SpaceX, Elon Musk, ha affermato via Twitter che il primo stadio del Falcon 9 Full Thrust potrebbe raggiungere l'orbita terrestre bassa senza il carico utile e il secondo stadio.

### Modifiche dal modello precedente
Le modifiche della versione aggiornata rispetto alla versione precedente (Falcon 9 v1.1) includono:
- Ossigeno liquido raffreddato a -207 °C (66 K) e RP-1 raffreddata a -7 °C (266 K) per aumentarne la densità e permettere di caricare una massa di carburante maggiore a parità di volume occupato;
- Struttura del primo stadio migliorata;
- serbatoi del secondo stadio più lunghi;
- Interstadio allungato e rinforzato; ospita al suo interno l'ugello del motore del secondo stadio, i sistemi di controllo dei razzi di assetto e dell alette di controllo;
- Lunghezza totale aumentata, ora è di 70 m con la carenatura del carico, 1,5 m più della versione precedente;
- Aggiunto un meccanismo pneumatico al centro dell'interstadio che "spinge via" lo stadio al momento della separazione, per aumentare l'affidabilità dell'operazione;
- Migliorato il design delle alette di controllo;
- Modificata la disposizione "octaweb" dei motori del primo stadio;
- Migliorate le zampe di atterraggio;
- Aumentata la spinta dei motori Merlin 1D a 7 607 kN; questo miglioramento è stato reso possibile dall'aumento del carburante bruciato dalle turbopompe per unità di tempo;
- L'ugello del motore del secondo stadio è più grande, per aumentarne le prestazioni nel vuoto, ne è stato migliorato il sistema di controllo di assetto e la spinta è stata portata a 943 kN.

### Specifiche
Di seguito le specifiche della versione Full Thrust:
|                                | Primo stadio | Secondo Stadio                                                            |
| ------------------------------ | --- | ------------------------------------------------------------------------- |
| Altezza                        | 70 m (1º stadio + 2º stadio +Fairing)                                                                                        | 70 m (1º stadio + 2º stadio +Fairing)                                     |
| Diametro                       | 3,66 m | 3,66 m                                                                    |
| Materiali                      | Lega alluminio-litio per le pareti, alluminio per le sommità dei serbatoi                                                    | Lega alluminio-litio per le pareti, alluminio per le sommità dei serbatoi |
| Motori                         | 9 Merlin 1D | 1 Merlin 1D Vacuum                                                        |
| Ciclo                          | Ciclo a generatore di gas | Ciclo a generatore di gas                                                 |
| Propellenti                    | LOX super raffreddato/RP-1                                                                                                   | LOX/RP-1                                                                  |
| Spinta (Totale)                | 6804 kN (Livello del mare)                                                                                                   | 934 kN (Vuoto)                                                            |
| Sistema di rifornimento motori | Turbopompa | Turbopompa                                                                |
| Range di regolazione spinta    | Dal 100% al 70% della spinta massima                                                                                         | Dal 100% al 40% della spinta massima                                      |
| Possibilità di riaccensioni    | Si | Si                                                                        |
| Pressurizzazione serbatoi      | Elio riscaldato | Elio riscaldato                                                           |
| Controllo dell'assetto         | Direzionamento spinta motori Alette stabilizzatrici (solo durante l'atterraggio) Getti di azoto (solo durante l'atterraggio) | Direzionamento spinta motori Getti di azoto                               |
| Sistema di separazione         | Attuatori pneumatici | Attuatori pneumatici                                                      |

## Infrastrutture

### Siti di lancio

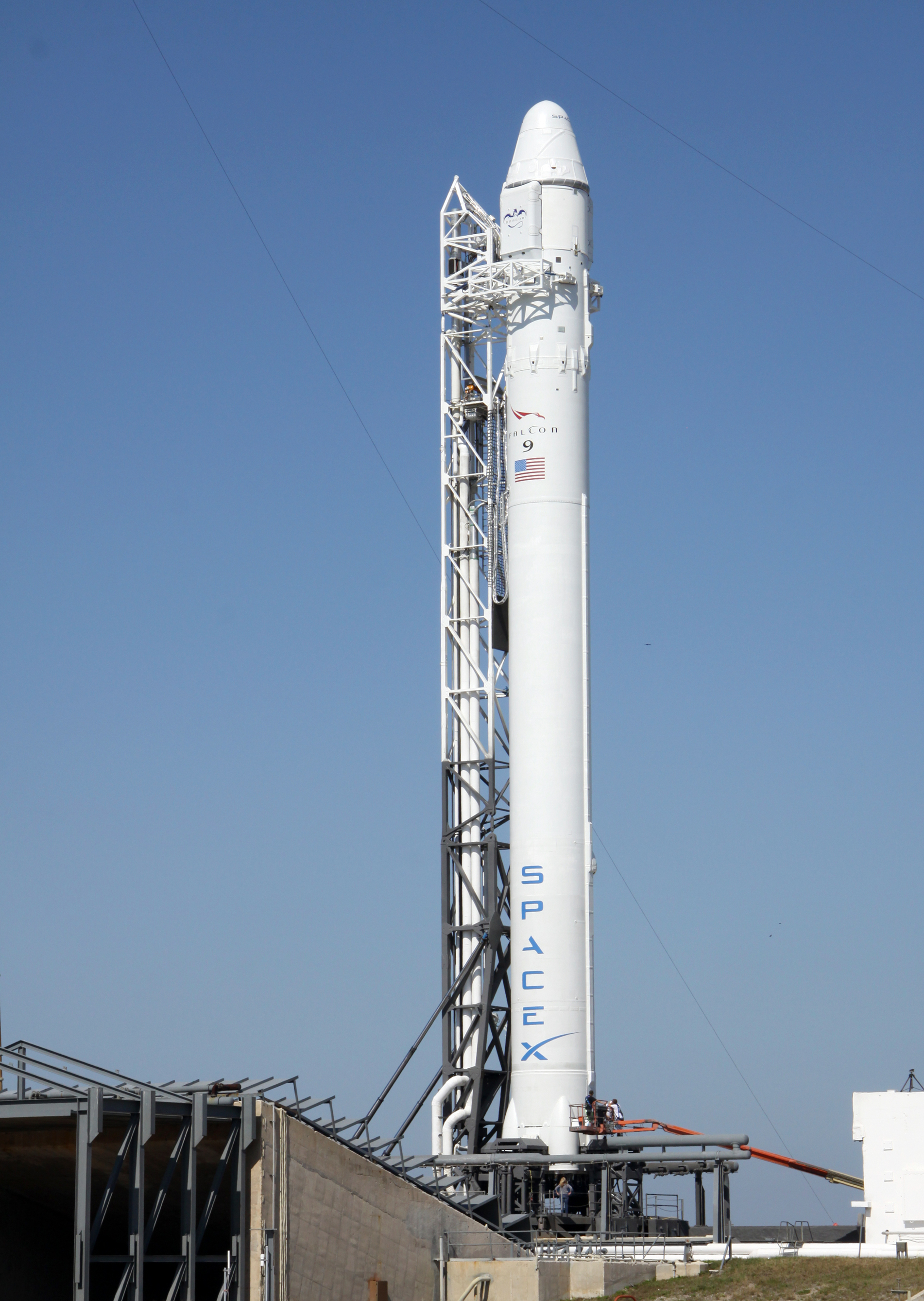
Falcon 9 sorretto dallo strongback. Lo strongback ha il compito di rifornire il lanciatore e di collegarlo alle linee di alimentazione e di telemetria prima del decollo.

SpaceX utilizza tuttora sia lo Space Launch Complex 40 di Cape Canaveral sia il complesso di lancio 4E presso la base di Vandenberg per lanciare il Falcon 9 Full Thrust, come già era per il Falcon 9 v1.1.
La SpaceX ha anche acquistato in leasing alla NASA il complesso di lancio 39 per il lancio del Falcon 9 e del Falcon Heavy. I lavori di adattamento alla rampa cominciarono nel 2013, il contratto di leasing è stato firmato alla NASA nell'aprile 2014, mentre la costruzione delle interfacce di supporto (in particolare dello strongback e dell'edificio per l'integrazione del payload) cominciarono verso la fine del 2014,
Un ulteriore sito di lancio privato, che verrà utilizzato solo per i lanci privati è in costruzione presso Boca Chica Village, vicino a Brownsville, Texas, luogo scelto dopo un'attenta valutazione tra il 2012 e il 2014 che ha considerato potenziali siti in Georgia, Florida e Porto Rico.

### Siti di atterraggio
La SpaceX ha completato la costruzione presso la Cape Canaveral Air Force Station di una piazzola per l'atterraggio, conosciuta come LZ-1. La piazzola consiste in uno spazio di 86 metri di diametro ed è stata usata per la prima volta il 16 dicembre 2015, quando il primo stadio della missione Orbcomm-2 è riuscito ad atterrare con successo. Questo atterraggio è stato il primo coronato da successo e il primo tentativo non sul mare. Al settembre 2016 sono stati tentati due atterraggi, entrambi compiuti con successo. La SpaceX ha anche avviato la costruzione di un sito di atterraggio presso l'ex complesso di lancio 4W della base di Vandenberg. Nel 2014 il sito di lancio è stato demolito prima della costruzione del sito di atterraggio.

### Chiatte di atterraggio
Dal 2014 la SpaceX commissionò la costruzione delle autonomous spaceport drone ships (ASDS), a partire da chiatte, con l'aggiunta di motori per mantenere la posizione e un'ampia piattaforma di atterraggio. Le navi, poste a centinaia di chilometri sulla traiettoria del lanciatore, permettono il recupero da traiettorie così veloci da non permettere il ritorno al luogo d lancio.